# Königsfeld im Schwarzwald
Königsfeld im Schwarzwald é um município da Alemanha localizado no distrito de Schwarzwald-Baar-Kreis, região administrativa de Freiburg, estado de Baden-Württemberg.